# 652
Évszázadok: 6. század – 7. század – 8. század
Évtizedek: 600-as évek – 610-es évek – 620-as évek – 630-as évek – 640-es évek – 650-es évek – 660-as évek – 670-es évek – 680-as évek – 690-es évek – 700-as évek
Évek: 647 – 648 – 649 – 650 –  651 – 652 – 653 – 654 – 655 – 656 – 657

## Események

### Európa
- Olümpiosz, a bizánci Ravennai Exarchátus kormányzója fellázad II. Kónsztasz császár ellen és császárrá kiáltja ki magát. Szicíliába vonul, ahol hamarosan maga is belehal a seregét tizedelő járványba.
- Meghal Rothari longobárd király. Utóda fia, a kicsapongó, parázna életmódot folytató Rodoald.

### Rasidún Kalifátus
- Abdalláh ibn Szaad egyiptomi kormányzó ötezres sereggel megtámadja a núbiai Makuria keresztény királyságot. Ostrom alá veszi a fővárost, Dongolát, de nem bírja elfoglalni és békét köt Makuria királyával. A békeszerződés (bakt) hat évszázadig garantálja a muszlimok és keresztények békés egymás mellett élését.
- Abd al-Rahmán ibn Rabía derbenti kormányzó négyezres sereggel ostrom alá veszi a kazárok fővárosát, Balanjart, de a kazárok megsemmisítik a sereget és a kormányzó is életét veszti.

### Kína
- A fővárosban, Csanganban elkészül a Nagy Vadlúd pagoda.

## Születések
- III. Chlothar, frank király

## Halálozások
- Rothari, longobárd király
- Szent Emmerám, püspök

## Fordítás
- Ez a szócikk részben vagy egészben  a(z)   652 című angol Wikipédia-szócikk ezen változatának fordításán alapul.  Az eredeti cikk szerkesztőit annak laptörténete sorolja fel. Ez a jelzés csupán a megfogalmazás eredetét és a szerzői jogokat jelzi, nem szolgál a cikkben szereplő információk forrásmegjelöléseként.